# Pierino Prati
Pierino Prati (Cinisello Balsamo, 13 december 1946 – Catania, 22 juni 2020) was een Italiaans profvoetballer die zijn grootste successen kende bij AC Milan.

## Carrière
Als product uit de jeugdopleiding van AC Milan maakte Prati in 1965 zijn debuut bij Serie C-club Salernitana en deed hij een seizoen later ervaring op bij Serie B-club Savona. Nadien keerde Prati terug bij AC Milan, waar hij zeven seizoenen onder contract zou staan. In deze periode won hij onder andere een landskampioenschap, een Europacup I, twee Europacups II en twee wereldbekers. Daarnaast werd Prati in het seizoen 1967/68 topscorer van de Serie A met 15 doelpunten. Na de successen bij Milan speelde de spits vijf jaar lang in dienst bij AS Roma, een seizoen bij Fiorentina en sloot hij uiteindelijk zijn carrière af bij Savona.
In totaal speelde Prati tevens 14 interlands voor het Italiaanse elftal, waarmee hij in 1968 Europees kampioen werd.

## Erelijst
Met AC Milan:
- Serie A: 1967/68
- Coppa Italia: 1971/72, 1972/73
- Europacup I: 1968/69
- Europacup II: 1967/68, 1972/73
- Wereldbeker: 1969

Met het Italiaanse elftal:
- Europees kampioen: 1968

Individuele prijzen:
- Topscorer Serie A: 1967/68

## Trivia
- Prati was in 1969 de laatste speler die een hattrick scoorde tijdens een Europacup I/Champions League-finale. De enige spelers die dit voordien wisten te doen waren Real Madrid-spelers Alfredo Di Stéfano (1960) en Ferenc Puskás (1960 en 1962).[1]